# Judit Pujadó i Puigdomènech
Judit Pujadó i Puigdomènech (Barcelona, 12 d'abril de 1968) és una escriptora, historiadora i editora catalana. Llicenciada en història, és autora de llibres d'assaig històric, ficció i cultura popular així com de documentals emesos per TV3, com per exemple, La ciutat foradada, a títol de codirectora. Ha participat com a articulista en diaris i revistes com Metro, L'Avenç i El Contemporani. L'any 2010 va fundar Edicions Sidillà, juntament amb Xavier Cortadellas. Fins al 2017 va codirigir la Revista de Girona, també amb Xavier Cortadellas.

## Publicacions

### Assaig
- Oblits de rereguarda. Els refugis antiaeris a Barcelona 1936-1939 (Publicacions de l'Abadia de Montserrat, 1998)[1][3]
- El refugi 307 (edicions Ajuntament de Barcelona, 2002)[1][3]
- Planeta ESO (La Campana, 2002, coautoria amb Empar Fernández)[1][3]
- Contra l'oblit. Els refugis antiaeris poble a poble (Publicacions de l'Abadia de Montserrat, 2006)[5]
- El llegat subterrani. Els refugis antiaeris de la Guerra Civil (Ara llibres, 2008)[6]
- Vint-i-cinc cementiris i dues tombes de les comarques gironines (Vitel·la, 2010)[7]
- Els pobles perduts. 30 indrets oblidats de Catalunya (Edicions Sidillà, 2012, coordinació amb Xavier Cortadellas)[8]
- Els pobles oblidats. Una vall i 29 viles abandonades de Catalunya (Edicions Sidillà, 2014, coautora)[9]

### Narrativa
- Dones absents (Rosa dels Vents, 2003)[1]
- El límit de Roche (Rosa dels Vents, 2006)[1]
- Les edats perdudes (Empúries, 2009)[10]

### Cultura popular
- Nit de reis, les cavalcades a Barcelona (El Mèdol, 2000)[1][3]
- Catalunya bull. El llibre de les sopes, els ranxos i les escudelles populars (2016)[3][11]

## Premis i reconeixements
- Premi Pere Quart d'humor i sàtira de 2002, per Planeta ESO.[3]
- Finalista del Premi Llibreter de narrativa de 2009, per Les edats perdudes.[10]